# Вишневе (Розквітівська сільська громада)
Вишневе — село Розквітівської сільської громади у Березівському районі Одеської області в Україні. Населення становить 165 осіб.

## Історія
1 лютого 1945 р. село Феліксеєво Нейківської сільради перейменували на Вишневе.

## Населення
Згідно з переписом 1989 року населення села становило 177 осіб, з яких 82 чоловіки та 95 жінок.
За переписом населення 2001 року в селі мешкало 165 осіб.

### Мова
Розподіл населення за рідною мовою за даними перепису 2001 року:
| Мова       | Відсоток |
| ---------- | -------- |
| українська | 86,06 %  |
| російська  | 10,91 %  |
| молдовська | 3,03 %   |